# Motorblok
Motorblokken er bilmotorens største del og er placeret under topstykket, som er motorens øverste del. Den er ofte fremstillet af støbejern, men man er efterhånden begyndt også at bruge letmetal. Med letmetal er der den fordel, at det leder varmen bedre end støbejern. 
Motorblokken rummer cylindre, kølekanaler, oliekanaler og huller til de stødstænger, som påvirker vippearmene og er tiest støbt sammen med krumtaphuset. Også knastakselen er som regel placeret i motorblokken.
I nyere motorkonstruktioner fra omkring 1980 og frem er knastakslen placeret i topstykket. Dette har gjort stødstangskonstruktionen overflødig. Motorer, hvor knastakslen er placeret i topstykket, overliggende knastaksel, drives knastakslen normalt af en tandrem, modsat den ældre konstruktion hvor knastakslen var drevet af en kraftig kæde.
I dag er der kun ganske få biler tilbage, hvor knastakslen ikke ligger i topstykket, heriblandt Ford Ka.